# Trou (gastronomie)
Pour les articles homonymes, voir Trou.
Un trou est un digestif festif / boisson alcoolisée, éventuellement servi en accord approprié avec un sorbet de fruit, en rapport avec les produits régionaux locaux, servi durant une pause digestive entre deux plats d'un repas de fête. Le trou est une coutume traditionnelle en gastronomie, en histoire de l'art culinaire et en cuisine française / repas gastronomique des Français.

## Historique
Dans la coutume gastronomique régionale, les festins, banquets, repas de fête sont accompagnés de boisson / boisson alcoolisée : apéritif, vins et digestifs de milieu et de fin de repas.
Les trous sont traditionnellement des pauses, coupures et intermèdes rituels, pour marquer une coupure digestive entre les entrées, les poissons et les viandes. Ils consistent à boire cul-sec un petit verre d'eau-de-vie / liqueur ... régionale pour le plaisir et pour améliorer, selon la tradition, la digestion de repas copieux. L'eau-de-vie peut être consommée également avec un sorbet au fruit approprié ou consommé à part du sorbet. Il peut être accompagné de chanson à boire.

## Trous par régions
Les trous peuvent être déclinés sous de nombreuses variantes traditionnelles ou originales et créatives :
- trou combrisard -  glace vanille + poire william petite pointe acidulée de poire. Peut être consommé en trou normand ou en digestif. Facilité la digestion[réf. nécessaire] idem verveine ou tisane mais plus rafraîchissant
- trou alsacien – sorbet citron arrosé de marc de Gewurtztraminer ;
- trou ardéchois – glace châtaigne, eau de vie de poire et une lichette de Col'Ardèche (cola ardéchois aux extraits de châtaigne) ;
- trou bigouden – sorbet pomme et lambig ;
- trou bourguignon – sorbet (raisin, citron, framboise…) et marc de Bourgogne, ratafia ou fine de Bourgogne ;
- trou champenois – sorbet pomme/pamplemousse et marc de champagne, ratafia ou champagne ;
- trou charentais – sorbet melon et cognac ;
- trou comtois – glace noix et macvin du Jura, marc du Jura, fine du Jura ;
- trou créole – sorbet ananas et rhum ;
- trou gascon – sorbet pomme et armagnac ;
- trou lorrain – sorbet mirabelle et eau de vie de mirabelle ou liqueur de mirabelle  ;
- trou normand – sorbet pomme et calvados.
- trou quercynois – sorbet mirabelle et eau de vie de prune.
- Trou savoyard - sorbet myrtille et liqueur de génépi.
- Trou lyonnais - sorbet de poire et liqueur des moines de la Chartreuse.
- Trou tourangeau (ou berrichon) - sorbet poire et eau de vie de poire.
- Trou Yakass (ou clunisois) - sorbet de mangue et liqueur de belle poire.